# Petronio Probiano
Petronio Probiano (floruit 315–331) fue un político del Imperio romano.

## Biografía
Probiano era un miembro de la gens Petronia, una familia de la aristocracia senatorial. Era el hijo de Pompeyo Probo, cónsul en 310, el padre Petronio Probino, cónsul in 341, y de la poetisa Faltonia Betitia Proba, y el abuelo de Sexto Petronio Probo, cónsul En 371.
Probiano fue procónsul de África en 315–317, cónsul en 322, y prefecto de la Ciudad (de Roma) del 8 de octubre de 329 al 12 de abril de 331.